# 原田兼治
原田 兼治（はらだ けんじ、1949年2月26日 - ）は、日本の経営者。神戸電鉄社長を務めた。

## 経歴
兵庫県出身。1974年に大阪大学大学院通信工学科を修了し、同年に阪急電鉄に入社。2002年6月に取締役に就任し、2004年4月に常務を経て、2006年6月には神戸電鉄社長に就任。2013年6月から2021年6月までに会長を務めた。